# Aérodrome de Sarreguemines - Neunkirch
L’aérodrome de Sarreguemines - Neunkirch (code OACI : LFGU) est un aérodrome civil, ouvert à la circulation aérienne publique (CAP), situé sur la commune de Frauenberg à 2 km au nord-est de Sarreguemines dans la Moselle (région Grand Est, France).
Il est utilisé pour la pratique d’activités de loisirs et de tourisme (aviation légère).

## Situation
| \| 20 km1:901 000 \| Colmar-Meyenheim Doncourt · lès-Conflans Longuyon Lunéville Nancy · Azelot Nancy · Malzéville Metz-Nancy · Lorraine Nancy-Essey Bar-sur-Seine Brienne · le-Château Juvancourt Troyes Épernay Châlons Reims Sézanne Vitry · le-François Châlons · Vatry Verdun Sarrebourg Sarreguemines Thionville Charleville · Mézières Rethel Sedan Épinal Neufchâteau Saint-Dié Épinal Joinville Langres Haguenau Sarre · Union Saverne Strasbourg-Neuhof Strasbourg · Entzheim Mulhouse · Habsheim EuroAirport Basel-Mulhouse-Freiburg Colmar · Houssen |
| 20 km1:901 000 |

## Installations
L’aérodrome dispose de deux pistes en herbe orientées est-ouest :
- une piste 05R/23L longue de 714 mètres et large de 80 ;
- une piste 05L/23R longue de 714 mètres et large de 150, réservée aux planeurs.

L’aérodrome n’est pas contrôlé. Les communications s’effectuent en auto-information sur la fréquence de 120,110 MHz.
S’y ajoutent :
- une aire de stationnement ;
- plusieurs hangars ;
- une station d’avitaillement en carburant (100LL) et en lubrifiant[2].

## Activités
- Espoir aéronautique de Sarreguemines